# 沃倫頓 (北開普省)

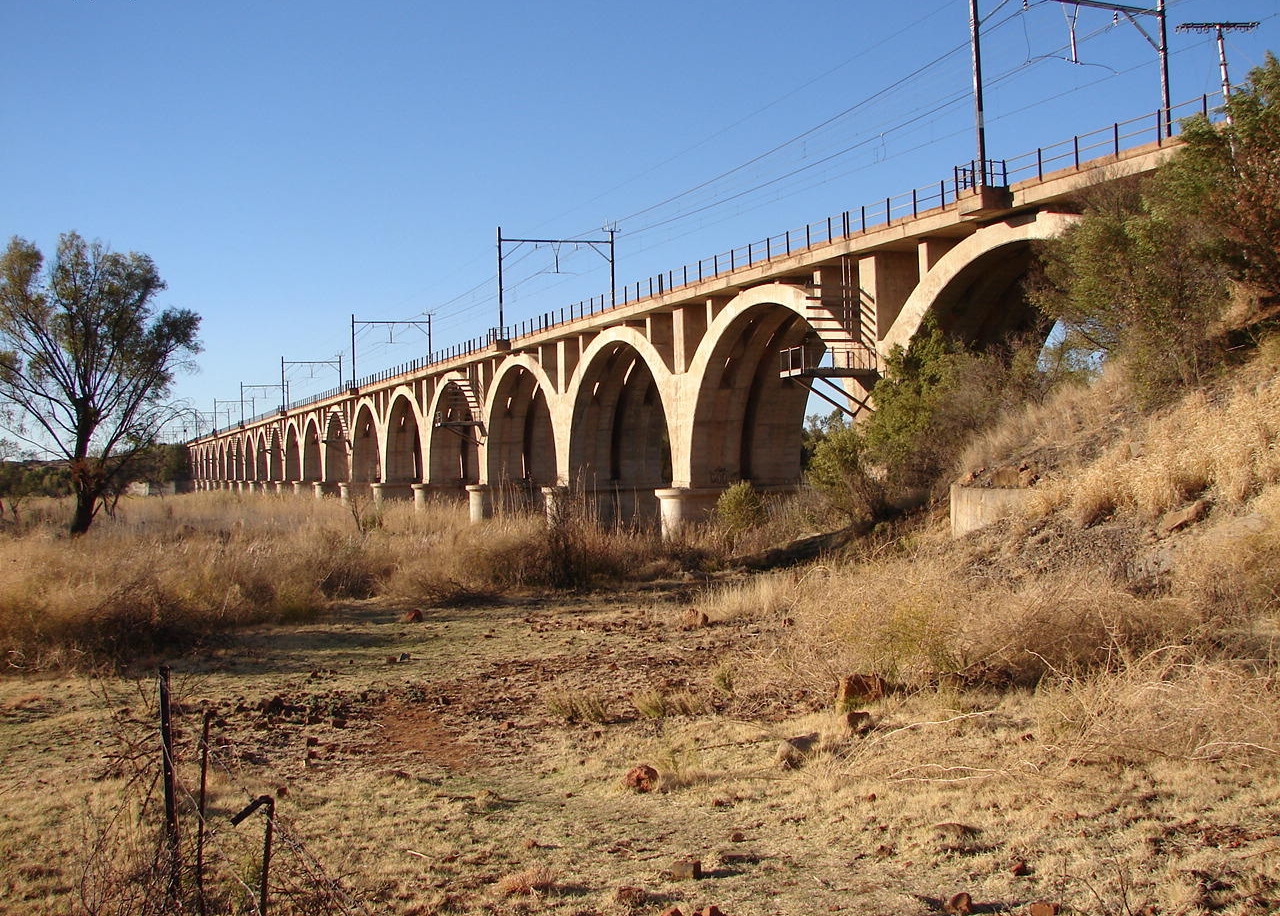
沃倫頓當地橫跨法爾河的鐵路橋

沃倫頓（Warrenton）是南非的城鎮，位於該國北部，由北開普省負責管轄，距離金伯利70公里，面積104.65平方公里，海拔高度1,180米，2001年人口7,957，人口密度每平方公里76人。

## 外部連結
- Warrenton （页面存档备份，存于） at the Northern Cape Tourism Authority website